# والری بروشین
والری بروشین (انگلیسی: Valeri Broshin; ۱۹ اکتبر ۱۹۶۲ – ۵ مارس ۲۰۰۹) بازیکن و مربی فوتبال اهل روسیه بود.
از باشگاه‌هایی که در آن بازی کرده‌است می‌توان به باشگاه فوتبال نیکا مسکو، باشگاه فوتبال مکابی پتخ تیکوا، باشگاه فوتبال زسکا روستوف-نا-دونو، باشگاه فوتبال زسکا مسکو، باشگاه فوتبال زنیت سن پترزبورگ، باشگاه فوتبال کوپیون پالوسئورا، باشگاه فوتبال کپه‌داغ عشق‌آباد، باشگاه فوتبال هاپوئل کفار سابا، و باشگاه فوتبال گومل اشاره کرد.
وی همچنین در تیم‌های ملی فوتبال شوروی و ترکمنستان بازی کرده‌است.